# Delizie erotiche
Delizie erotiche è un film pornografico del 1982 diretto da Joe D'Amato.

## Trama
Costa Azzurra, Francia. In una coppia stanca della monogamia coniugale, Daniel propone alla moglie Caroline nuove e diverse esperienze sessuali.